# Barragem de Covas
A Barragem de Covas é uma barragem de tipo gravidade no rio Coura, na bacia hidrográfica do rio Minho, em Portugal. Foi construída em 1976 sobre uma barragem previamente existente. A Barragem está enquadrada numa paisagem de densos pinhais e alamedas de carvalhos no vale do rio. As espécies piscícolas mais comuns são a boga, o escalo (também conhecido por robalinho) e a truta.
A barragem construída pela Empresa Hidroeléctrica do Coura, nacionalizada em 1975, pertence hoje em dia à empresa Energia do Norte e alimenta a Central Hidroeléctrica de France através de uma galeria em carga, com um comprimento total de 4136 m a partir da tomada de água localizada junto à barragem). A produtibilidade média anual do aproveitamento é de 25,7 GWh.
A central, com uma turbina Fracis, foi remodelada em 1997, contando hoje com 7 MW de potência instalada. Situa-se no lugar de France, freguesia do Sopo, concelho de Vila Nova de Cerveira.